# Последний взмах флага
«Последний взмах флага» (англ. Last Flag Flying) — фильм 2017 года режиссёра Ричарда Линклейтера. Сценарий фильма основан на одноимённом романе 2005 года Дэррила Пониксена. Премьера состоялась 28 сентября 2017 года на Нью-Йоркском кинофестивале.

## Сюжет
2003 год. Ларри «Док» Шеперд приходит в бар Сала Нилона, с которым он когда-то служил во Вьетнаме. Вместе они отправляются к общему знакомому Ричарду Мюллеру, который также служил во Вьетнаме, а сейчас работает священником. Втроём они отправляются на ужин к Мюллеру, где Док рассказывает, что его жена недавно умерла от рака, а их единственный сын погиб в Ираке. Док решил встретиться с ними в надежде на то, что они вместе заберут тело его сына, а затем посетят предстоящие похороны.

## В ролях
- Стив Карелл — Ларри «Док» Шеперд
- Брайан Крэнстон — Сал Нилон
- Лоренс Фишберн — Ричард Мюллер
- Дж. Куинтон Джонсон — Чарли Вашингтон
- Дианна Рид Фостер — Рут Мюллер
- Сисели Тайсон — миссис Хайтауэр
- Юл Васкес
- Грэм Вульф

## Критика
Фильм получил в основном положительные оценки кинокритиков. На сайте Rotten Tomatoes фильм имеет рейтинг 78 % на основе 194 рецензий критиков со средней оценкой 7,1 из 10. На сайте Metacritic фильм получил оценку 65 из 100 на основе 45 рецензии, что соответствует статусу «в основном положительные отзывы».